# Zweiter Matabelekrieg
Der Zweite Matabelekrieg war ein Krieg zwischen dem Volk der Matabele und Truppen des Britischen Imperiums und der Britischen Südafrika-Gesellschaft auf dem Gebiet des heutigen Simbabwe. Im Wesentlichen war es ein Aufstand der Einheimischen gegen die von Briten  beschlagnahmten Rinderherden, die dann wohl wegen der grassierenden Rinderpest getötet worden waren. Nach dem für die weißen Siedler verlustreichen Jameson Raid zum Jahreswechsel 1895–1896, erhoben sich im Frühjahr 1896 sowohl die Matabele unter ihrem geistlichen Führer M’limo als auch das Volk der Shona gegen die britische Kolonialverwaltung. In der Geschichtsschreibung Simbabwes wird der Konflikt auch als Chimurenga (Chishona) bzw. Umvukela (Nord-Ndebele) bezeichnet, was für „(Erster) Befreiungskampf“ steht.

## Ausbruch
M’limo rief seine Anhänger dazu auf, sich zu bewaffnen und zu einer bestimmten Mondphase sich an drei Seiten rund um Bulawayo zu versammeln, um den Ort in der Nacht zu stürmen und die Einwohner zu töten. Die Straße über den Mangwe-Pass sollte offen gelassen werden, um den restlichen Weißen im Land eine Flucht zu ermöglichen. Bulawayo selbst sollte nicht zerstört, sondern wieder zum königlichen Kraal für den 1894 gestorbenen Matabelekönig Lobengula werden, der auferstehen würde. Nach der Schlacht um Bulawayo sollten sich die Krieger in kleine Einheiten aufteilen, um im Land die Weißen auf den Farmen zu töten. M’limo prophezeite, die Gewehrkugeln der Weißen würden während ihres Fluges in Wasser verwandelt werden und ihre Ummantelung in Eierschalen.

## Niederschlagung des Aufstandes
Der Aufstand begann vorzeitig am 24. März 1896. In ihrer Kampfeslust verloren einige Matabelekrieger ihre Disziplin und begannen schon auf dem Weg nach Bulawayo an vielen Stellen weiße Siedler, Frauen, Kinder und Alte zu töten. Das alarmierte die Behörden in Bulawayo und gab ihnen genügend Zeit, die Verteidigung der Stadt vorzubereiten. Die 7000 Matabelekrieger, die sich um Bulawayo gesammelt hatten, konnten von den Verteidigern hingehalten werden. Ein Teil der Matabele war im Besitz einiger erbeuteter Martini-Henry-Gewehre, mit denen die Briten standardmäßig ausgerüstet waren, Winchester Repeaters und alten Jagdwaffen. Ansonsten waren die Matabele mit Assegais, Knüppeln und Streitäxten bewaffnet.
Die Siedler in Bulawayo organisierten sofort die Bulawayo Field Force – Patrouillen zu je 40 Mann, die ins Umland entsandt wurden, um weiße Siedler zu warnen, zu sammeln und zu organisieren. Ende April und Anfang Juni 1896 erreichten zwei britische Entsatzeinheiten Bulawayo und zerschlugen die Matabeleeinheiten, die sich in kleinere Einheiten zersplitterten und in das unübersichtliche Matobo-Gebirge flohen. Im Juni griff der Aufstand auf das Land der Mashona über. In diesem Gebiet konnten die letzten Aufständischen erst im November 1896 besiegt werden.
Am 24. Juni 1896 gelang es den Scouts, Frederick Russell Burnham und Bonnar Armstrong, M’limo im Matopo-Gebirge in einem Hinterhalt zu töten. Am 18. August kamen Boten der verbliebenen Izinduna Sikombo und Inyanda ins Lager und baten um Friedensverhandlungen. Drei Tage später kam es zu einem über vierstündigen Gespräch zwischen ihnen, Cecil Rhodes und 40 weiteren Häuptlingen. Ein weiteres Treffen, bei dem die Matabele dazu bewegt wurden, die Waffen niederzulegen und die bevorstehende Zeit der Aussaat zu nutzen, fand am 28. August im Ostteil der Matopo-Berge statt. Man schloss einen moderaten Frieden mit den Matabele, die nicht weiter verfolgt wurden, jedoch den Briten gestatteten, weitere Siedler im Land anzusiedeln.
Lediglich die Shona weigerten sich, einen Frieden zu akzeptieren, und kämpften noch bis in den November 1897, wobei die Briten nach der Niederschlagung des Aufstandes die religiösen Führer der Shona hinrichteten, weil sie in diesen die Rädelsführer des Aufstandes vermuteten.
Obwohl im Verlaufe des Aufstandes etwa 10 % der britischen Siedler umkamen, setzte sich die unkontrollierte Landnahme britischer Siedler in Matabele- und Mashonaland fort und führte zur Konsolidierung der britischen Kolonialherrschaft in diesen Gebieten.